# بیمارستان کالمت
بیمارستان کالمت (به لاتین: Calmette Hospital) یک بیمارستان در کامبوج است که در پنوم‌پن واقع شده‌است.